# روب موراي
روب موراي (بالإنجليزية: Robert Murray)‏ (31 أكتوبر 1974 - ) هو لاعب كرة قدم بريطاني في مركز الدفاع. لعب مع نادي بورنموث.

## وصلات خارجية
- روب موراي على موقع قاعدة بيانات كرة القدم.إي يو (الإنجليزية)
- روب موراي على موقع Soccerbase.com (لاعب) (الإنجليزية)